# الأسود الأخيرة
فيلم الأسود الأخيرة، فيلم وثائقي من إنتاج جمعية ناشيونال جيوغرافيك عام 2011 عن الطبيعة الأفريقية، تصوير وإخراج ديريك وبيفرلي جوبير.

## الوصف
صور الفيلم في دلتا أوكافانغو في بوتسوانا وعرض للمرة الأولى في مهرجان بالم سبرينغز السينمائي الدولي في يناير 2011، قبل أن يعرض في بعض المسارح في 18 فبراير 2011. لا يختلف الفيلم كثيرا عن باقي أفلام القطط الكبيرة التي تعرضها ناشيونال جيوغرافيك من أمثال فليم الهند: مملكة النمور وفيلم عين النمر.

## الفيلم
يتناول الفيلم قصة حياة لبؤة تدعى ما دي تاو (أم الأسود) ومناضلتها لحماية صغارها من الحيوانات المفترسة الأخرى كالأسود الغريبة والضباع ومحاولاتها العديدة لتوفير الطعام لهم موضحا بذلك مدى انخفاض عدد القطط الكبيرة في العالم وما إذا كانت ما دي تاو وعائلتها ضمن أخر زمرة أسود في العالم.
راوي الفيلم هو جيرمي آيرونز، صاحب صوت سكار في فيلم ديزني الشهير الأسد الملك عام 1994 وهو الراوي أيضا في فيلم ناشيونال جيوغرافيك عين النمر عام 2006.

## أفلام مشابهة
- قبل صدور الفيلم بأربع سنوات، قامت ناشيونال جيوغرافيك بإصدار فيلم «فخر عظيم» (Super Pride) رواه لانس ليمان.
- قطط أفريقية، وثائقي تم إصداره من قبل ديزني نيتشر في 22 أبريل 2011.
- زئير: أسود كالهاري، فيلم آخر عن الأسود من إنتاج ناشيونال جيوغرافيك تم عرضه ثم أعيد إصداره لفيلم ثلاثي الأبعاد. كان جيمس جاريت راويا له.

## النقد
الفيلم حاصل على تقييم 87% على موقع روتن توميتوز فئة تقييم النقاد حيث أعطى 38 ناقد تقييم إيجابي له وعلى تقييم 7.3 من 10 في فئة أراء الجمهور.

## وصلات خارجية
- الأسود الأخيرة على موقع IMDb (الإنجليزية)
- الأسود الأخيرة على موقع ميتاكريتيك (الإنجليزية)
- الأسود الأخيرة على موقع روتن توميتوز (الإنجليزية)
- الأسود الأخيرة على موقع Turner Classic Movies (الإنجليزية)
- الأسود الأخيرة على موقع أول موفي (الإنجليزية)
- الأسود الأخيرة على موقع بوكس أوفيس موجو (الإنجليزية)
- الأسود الأخيرة على موقع قاعدة بيانات الفيلم (الإنجليزية)
- الأسود الأخيرة على موقع ليتربوكسد (الإنجليزية)
- الأسود الأخيرة على موقع كينوبويسك (الروسية)
- الأسود الأخيرة- الموقع الرسمي.
- الأسود الأخيرة- قاعدة بيانات الأفلام على الإنترنت.
- الأسود الأخيرة- الإذاعة الوطنية العامة (2 مارس 2011).
- الأسود الأخيرة- راديو فرنسا الدولي (2 فبراير 2012).

- أعمال أو نبذة عن الأسود الأخيرة على أرشيف الإنترنت
- أعمال الأسود الأخيرة في ليبري فوكس 